# Chaire à prêcher de l'église Saint-Étienne de Jargeau
La chaire à prêcher de l'église Saint-Étienne de Jargeau est une chaire située dans l'église Saint-Étienne de Jargeau dans le département du Loiret en région Centre-Val de Loire.
La chaire date du milieu du XVIIIe siècle et est classée monument historique au titre d'objet depuis 1911.

## Géographie
La chaire à prêcher est installée dans l'église Saint-Étienne de Jargeau située dans le centre-ville de la commune sur la place du Grand-Cloître.

## Description

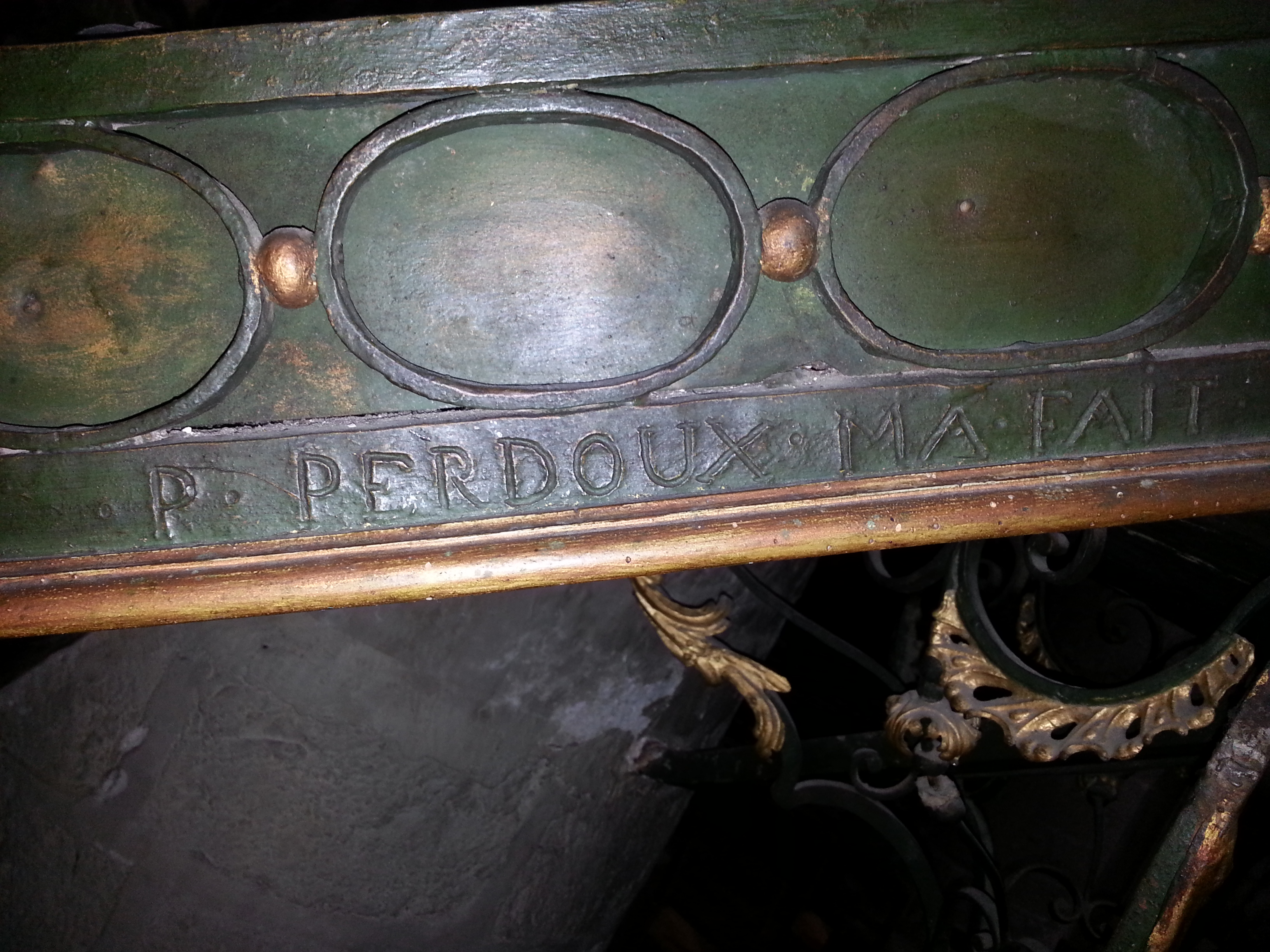
L'inscription Perdoux m'a fait visible le long de l'escalier

La chaire à prêcher est de forme hexagonale, elle est suspendue et construite principalement en fer forgé de style rocaille.
Le monument a été réalisé sous le règne du roi de France Louis XV en 1755.
Elle a été forgée par le ferronnier Perdoux et porte, le long de l'escalier, l'inscription suivante : « Fait par les soins de Messire I.F. Dubourg, chanoine curé, I. Juteau, P. Tondu Gaziers, P. Perdoux m'a fait ». Elle est classée monument historique le 16 mai 1911.
Elle est adossée au deuxième pilier nord de la nef en partant du chœur et suspendue. Elle est composée d'une cuve hexagonale que soutient un culot en dome. Le dorsal, qui s'appuie sur le pilier est fait d'un panneau galbé en plan flanqué de volutes. 
La chaire est dotée d'un escalier tournant avec portillon. Elle est faite en fer forgé et en tôle percée. Les marches, le dorsal et l’abat-voix sont en bois, la pomme de la rampe est en cuivre et de la toile de jute verte est apposée contre les panneaux de la cuve.
La chaire été restaurée entre 1951 et 1972.